# Gunsi Bhadaure
Gunsi Bhadaure – gaun wikas samiti w środkowej części Nepalu w strefie Dźanakpur w dystrykcie Ramechhap. Według nepalskiego spisu powszechnego z 2001 roku liczył on 1006 gospodarstw domowych i 5704 mieszkańców (2914 kobiet i 2790 mężczyzn).